# Iloperidone
Iloperidone, noto anche come Fanapt, Fanapta, precedentemente noto come Zomaril, è un antipsicotico atipico per il trattamento della schizofrenia.

## Clinica
Iloperidone è usato per il trattamento della schizofrenia. In uno studio del 2013 in un confronto di 15 farmaci antipsicotici nell'efficacia nel trattamento dei sintomi schizofrenici, iloperidon è risultato essere quasi efficace come ziprasidone, clorpromazina e asenapina e efficace come il lurasidone.

## Commercializzazione
È stato approvato dall'Amministrazione degli Stati Uniti per l'alimentazione e la droga (FDA) per l'uso negli Stati Uniti il 6 maggio 2009.

## Farmacologia
Iloperidone è una monoammina diretta e agisce antagonizzando neurotrasmettitori specifici come dopamina e di serotonina. È considerato un antipsicotico atipico perché mostra l'antagonismo del recettore della serotonina, simile ad altri antipsicotici atipici. I vecchi antipsicotici tipici sono principalmente antagonisti della dopamina.